# Bagnolo (Tavazzano con Villavesco)
Bagnolo è una cascina nel comune di Tavazzano con Villavesco. Costituì un comune autonomo fino al 1841.

## Storia
Bagnolo è una località agricola di antica origine, citata per la prima volta in un documento dell'anno 1000.
In età napoleonica (1809-16) Bagnolo fu frazione di Lodivecchio, recuperando un'effimera autonomia con la costituzione del Regno Lombardo-Veneto. Nel 1837 Bagnolo fu aggregata al comune di Pezzolo, a sua volta unito nel 1869 ai comuni di Modignano e Tavazzano, a formare il nuovo comune di Villavesco; nel 1963 il comune prese l'attuale nome di Tavazzano con Villavesco.
Nel corso del XX secolo, Bagnolo ha sofferto di un forte calo demografico, comune a molte aree rurali; si presenta oggi come un vasto cascinale, parzialmente abbandonato.